# Aglarond
Dentro del legendarium de J. R. R. Tolkien, Aglarond (en élfico Cavernas centelleantes) es el nombre de unas vastas cavernas ubicadas en el desfiladero conocido como el Abismo de Helm, más precisamente en el extremo septentrional del mismo y bajo las entrañas de Thrihyrne, uno de los montes más elevados de las Montañas Blancas.
Estas imponentes cavernas estaban constituidas por innumerables salas y bóvedas que se abrían hacia las entrañas de la montaña, iluminadas por la luz que atravesaba las altas paredes de piedra, por las que penetraba también el aire puro de las alturas. El suelo era de arena blanca y cada tanto había pequeñas lagunas producto del constante goteo de aguas subterráneas. Por los efectos de la acumulación de sales arrastradas por el agua, enormes estalactitas colgaban de sus techos de piedra y se unían a las estalagmitas en el suelo, formando columnas, talladas naturalmente por el agua, en hermosas formas. En sus paredes se hallaban vetas de mineral precioso, así como gemas y piedras preciosas.
Fueron descubiertas por los Númenóreanos cuando construían la fortaleza de Cuernavilla y el Muro del Bajo. Los Rohirrim las usaban para ocultarse del ataque de los enemigos y de almacenes de forrajes, animales y vituallas durante los largos inviernos o los ataques.
Durante la Guerra del Anillo y en la Batalla de Cuernavilla, los hombres del Folde Oeste ocultaron en un principio allí a las mujeres, los niños y los ancianos para protegerlos durante el ataque de las hordas de Saruman. Y más tarde se ocultaron allí Éomer, Gimli y una importante hueste de Rohirrim, cuando las defensas del Muro del Bajo fueron sobrepasadas por los Orcos de la Mano Blanca y dunlendinos. Casi al finalizar la batalla este grupo de hombres salieron de ellas a apoyar el ataque final de los Hombres de Rohan contra el enemigo. El Enano Gimli fue herido levemente en la cabeza, pero completó su faena matando en total a 42 Orcos con su poderosa hacha.
Para este último la visión de Aglarond fue tan grandiosa que con gran admiración le relataba a Legolas:
"(...)gemas y cristales y filones de mineral precioso centellean en las paredes pulidas; y la luz resplandece en las vetas de los mármoles nacarados, luminosos como las manos de la Reina Galadriel. Hay columnas de nieve, de azafrán y rosicler, Legolas, talladas con formas que parecen sueños; brotan de los suelos multicolores para unirse a las colgaduras resplandecientes: alas, cordeles, velos sutiles como nubes cristalizadas; lanzas, pendones, ¡pináculos de palacios colgantes! Unos lagos serenos reflejan esas figuras: un mundo titilante emerge de las aguas sombrías cubiertas de límpidos cristales; ciudades, como jamás Durin hubiera podido imaginar en sus sueños, se extienden a través de avenidas y patios y pórticos, hasta los nichos oscuros donde jamás llega la luz..." (J. R. R. Tolkien. Las dos torres. Capítulo 8)
Al finalizar la Guerra del Anillo Gimli volvió con Legolas a visitarlas pues el Elfo se había comprometido a hacerlo, siempre y cuando el Enano visitara con él el bosque de Fangorn. Pero para el Enano tal fue su admiración que, durante la Cuarta Edad, fue el fundador de un Reino de los Enanos en ese lugar, con gente proveniente mayormente de Erebor. Así se convirtió en el señor de las Cavernas Centelleantes, que bajo su mandato llegó a ser el más poderoso Reino Enano de la Tierra Media. Sólo abandonó sus dominios para marchar al oeste junto a su amigo Elfo.